# Premi Marianne Philips
El Premi Marianne Philips (neerlandès: Marianne Philipsprijs, frisó: Marianne Philipspriis) va ser un premi literari neerlandès creat el 1951 per Sam Goudeket en honor de la seva difunta esposa, l'escriptora Marianne Philips. Es va atorgar per darrera vegada l'any 1975.
Reconeixia autors de 50 anys o més encara actius, però l'obra dels quals havia perdut rellevància o perillava de caure en l'oblit.

## Llista de guanyadors
- 1951: Constant van Wessem per la seva obra completa[2]
- 1952: Til Brugman per la seva obra completa[3]
- 1953: Dirk Coster per la seva obra completa[4]
- 1954: Nescio per la seva obra completa[5]
- 1955: Maurits Dekker per la seva obra completa[6]
- 1956: Belcampo per la seva obra completa[7]
- 1957: Jacob van Hattum per la seva obra completa[8]
- 1958: Nico Rost per la seva obra completa[9]
- 1959: Reinder Blijstra per la seva obra completa[10]
- 1960: Jef Last per la seva obra completa[11]
- 1961: Cees Kelk per la seva obra completa[12]
- 1962: Beb Vuyk per la seva obra completa[13]
- 1963: Evert Straat per la seva obra completa com a traductor[14]
- 1964: Catharine van der Linden per la seva obra completa[15]
- 1965: Barend Roest Crollius per Bezwarende getuigenis[16]
- 1966: Johan Christiaan Jacob van Schagen per la seva obra completa[17]
- 1967: Ida Gerhardt per la seva obra completa[18]
- 1968: Maurits Mok per la seva obra completa[19]
- 1969: Christiaan Johannes van Geel per la seva obra completa, però sobretot Spinroc en andere verzen i Uit de hoge boom geschreven[20]
- 1970: Gabriël Smit per Op mijn woord[21]
- 1971: Sjoerd Leiker per la seva obra completa[22]
- 1972: Alfred Kossmann per la seva obra completa, però sobretot Ga weg, ga weg zei de vogel[23]
- 1973: Albert Alberts per la seva obra completa[24]
- 1974: Joop Waasdorp per Het naakte leven i Welkom in zee![25]
- 1975: Aya Zikken per la seva obra completa[26]